# Bert Knoblauch
Bert Knoblauch (* 3. Dezember 1972 in Salzwedel) ist ein deutscher Kommunalpolitiker (CDU). Er ist seit 2014 Oberbürgermeister der Stadt Schönebeck (Elbe).

## Werdegang
Bert Knoblauch wuchs in Salzwedel auf. Er beendete seine Schullaufbahn mit dem Abitur und machte anschließend eine Ausbildung zum Facharbeiter für Tierproduktion. Danach absolvierte er in Leipzig ein Studium der Rechtswissenschaften, das er erfolgreich mit dem zweiten Staatsexamen abschloss. Er machte eine Referendarausbildung in Magdeburg. Ab September 2001 war er als staatlich zugelassener Rechtsanwalt in einer Kanzlei in Schönebeck (Elbe) tätig.
Knoblauch ist seit August 2019 das zweite Mal verheiratet und  Vater von drei Kindern. Die Familie wohnt in Barby. Er ist evangelisch.

## Kommunalpolitik
Bert Knoblauch ist Mitglied der CDU. Er ist seit mehreren Jahren ein Vorstandsmitglied im CDU-Stadtverband von Schönebeck und Mitglied des CDU-Kreisverbandes im Salzlandkreis.
Am 12. Januar 2014 wurde Knoblauch zum neuen Oberbürgermeister der Stadt Schönebeck (Elbe) gewählt. Er konnte sich dabei knapp mit 51 % der Stimmen gegen Holger Goldschmidt (FDP) durchsetzen, der auf 49 % der Stimmen kam. Knoblauch folgte damit auf Hans Jürgen Haase (parteilos), der im September 2013 nach rund 23 Jahren im Amt per Bürgerentscheid abgewählt wurde. Sein Amtsantritt als Oberbürgermeister erfolgte am 13. Februar 2014.
Am 11. Oktober 2020 trat Knoblauch für eine zweite Amtszeit als Oberbürgermeister an. Er konnte sich bei der Wahl mit insgesamt vier Kandidaten im ersten Wahlgang mit rund 65,5 % der Stimmen durchsetzen und wurde damit bis 2026 wiedergewählt.